# Guatteria citriodora
Guatteria citriodora är en kirimojaväxtart som beskrevs av Adolpho Ducke. Guatteria citriodora ingår i släktet Guatteria och familjen kirimojaväxter. Inga underarter finns listade i Catalogue of Life.